# Constantin Anghelescu

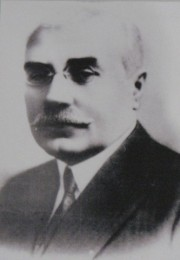
Constantin Anghelescu

Constantin Angelescu (Craiova, 10 juni 1869 - Boekarest, 14 september 1948) was een Roemeens politicus.
Constantin Angelescu studeerde medicijnen en was hoogleraar. Hij werd voor de Eerste Wereldoorlog voor de Nationaal-Liberale Partij (PNL) in het Roemeense parlement gekozen (hij was zowel lid van de Kamer van Afgevaardigden als de Senaat). Van 4 januari 1914 tot 11 december 1916 was hij minister van Openbare Werken onder premier Ion I.C. Brătianu. Van 12 december 1918 tot 26 september 1919 was hij minister van Religieuze Zaken en Openbaar Onderwijs onder premier Brătianu.
Constantin Angelescu was vanaf 29 december 1933, na de moord op premier Ion Duca, waarnemend premier tot 3 januari 1934. In het daaropvolgende kabinet onder premier Gheorghe Tătărescu was hij van 27 juli 1934 tot 28 december 1937 minister van Onderwijs.
Constantin Angelescu overleed in 1948 op 79-jarige leeftijd.